# Lobe den Herren, den mächtigen König der Ehren

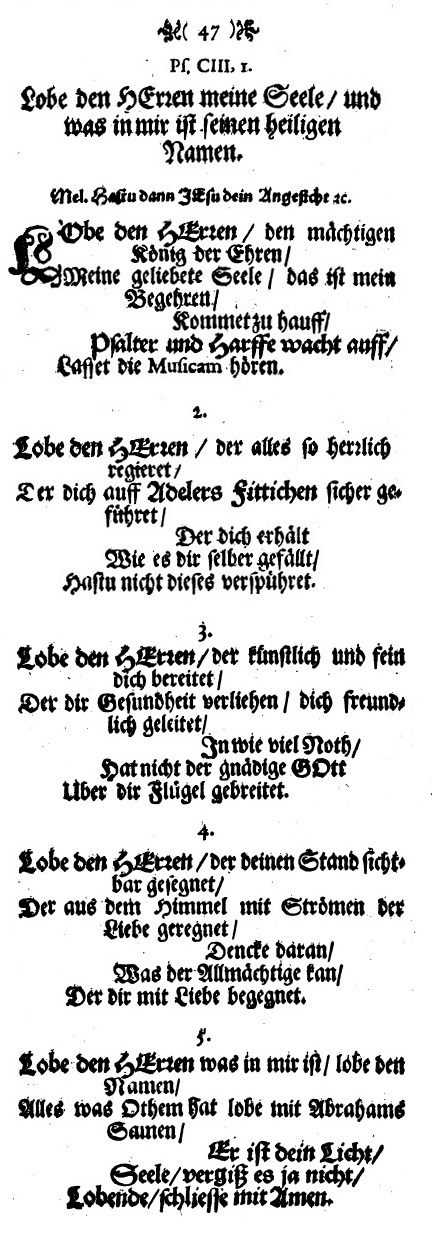
De tekst van Joachim Neander, hier afgedrukt in een liedboek uit 1686: Glaub- und Liebes-Übung: Auffgemuntert durch Einfältige Bundes-Lieder und Danck-Psalmen

Lobe den Herren, den mächtigen König der Ehren (BWV 137) is een religieuze cantate van Johann Sebastian Bach. 

## Programma
Bach componeerde deze cantate voor de twaalfde zondag na Trinitatis in zijn derde jaar als cantor van de Thomaskirche in Leipzig. Het werk werd voor het eerst uitgevoerd voor 19 augustus 1725 in Leipzig.  

## Tekst en melodie
Bij deze koraalcantate baseerde Bach zich op het uit vijf coupletten bestaande lied Lobe den Herren, den mächtigen König der Ehren van de piëtistische auteur Joachim Neander (1650-1680). De tekst, die Neander vlak voor zijn dood schreef, werd op een oudere melodie gezongen. De tekst werd voor de cantate niet herschreven of aangepast en is een algemene lofprijzing op God. Hierdoor is het een cantate 'per ogni tempore', voor alle tijden in het kerkelijke jaar. 
Er zijn geen recitatieven. Alle vijf de delen beginnen met dezelfde woorden: Lobe den Herren.  
1. Koraal: Lobe den Herren, den mächtigen König der Ehren
2. Aria (alt): Lobe den Herren, der alles so herrlich regieret
3. Aria (sopraan, bas): Lobe den Herren, der künstlich und fein dich bereitet
4. Aria (tenor): Lobe den Herren, der deinen Stand sichtbar gesegnet
5. Koraal: Lobe den Herren, was in mir ist, lobe den Namen!

De melodie is herkenbaar in alle vijf de delen en alle delen staan in een driedelige maatsoort (3/4 of 9/8). 

## Muzikale bezetting
De cantate kent een feestelijke bezetting met vier solisten (sopraan, alt, tenor en bas), vierstemmig koor, twee violen, altviool, twee hobo's, drie trompetten, pauken en basso continuo.
Bach gebruikte trompetten en pauken meestal slechts op feestdagen. Het is niet bekend waarom hij deze instrumenten inzette op deze gewone zondag. In de zeventiende-eeuwse kerkmuziek symboliseren ze Gods koninklijke hoogheid en passen daarom wel uitermate goed bij de cantatetekst.

## Toelichting
Ondanks de eenvormige tekst, maatsoort en de terugkerende melodie slaagde Bach er toch in om het koraal op afwisselende manier in de cantate te verwerken.
De opbouw van het werk is symmetrisch. De cantate wordt uitbundig omlijst door een feestelijk openingsdeel en een slotkoraal, opgeluisterd door drie trompetten en pauken. In het openingsdeel zingen de sopranen de melodie.
Het tweede deel heeft een virtuoze partij voor solo viool. De alt zingt de tweede strofe in versierde vorm. Bach transcribeerde deze aria twintig jaar later tot het zogeheten zesde Schüblerkoraal (BWV 650) met de titel Kommst Du nun Jesu vom Himmel herunter.
Het centrum van de cantate is de derde aria. Dit is een dubbelduet: voor sopraan en bas enerzijds en voor de twee hobo's anderzijds. Beide duo's zetten steeds één maat na elkaar in en vormen dus een canon.
Het vierde deel is een aria voor tenor en continuobegeleiding. De cello speelt op- en neergaande toonladders (ostinato), afgewisseld met grote sprongen en neerwaartse gebroken akkoorden (arpeggio). Hiermee worden de opgaande lofprijzingen en de uit de hemel neerdalende liefde geïllustreerd. Dan doet Bach iets bijzonders: dwars door de aria heen (die in a-klein staat) laat hij de trompet de koraalmelodie spelen (in C-groot). De 'goddelijke' trompet drukt daarbij een interventie uit de hemel uit. In het openingskoor van de Matthäus-Passion doet hij iets soortgelijks: daar zingt het jongenskoor het openingskoraal (in G-groot) door de melodie van het openingskoor heen (in e-klein). Het deel eindigt met een lang en jubelend melisme op begegnet.
Het slotkoraal is eenvoudig en homofoon. Maar naast de vierstemmige zang met hobo's en strijkers, vormen de trompetten met de pauken een tweede kwartet zodat een acht-stemmig geheel ontstaat. In 1729 hergebruikte Bach dit slotkoraal, getransponeerd in d-klein, als slot voor de bruiloftscantate Herr Gott, Beherrscher aller Dinge (BWV 120a).